# いんきんたむし
いんきんたむし（Tinea cruris）または、股部白癬（こぶはくせん、jock itch）は、真菌症の一種であり鼠蹊部の皮膚に生じる。症状は、痒み、発赤、曲線状に明確な輪郭が盛り上がった状態の発疹と鱗片状である。最も一般的に太股の上部内側に発症する。
原因は、皮膚糸状菌で知られている一群の真菌によって引き起こされる。危険因子には、過度の発汗、サイズのきつい戦闘服、接触スポーツ、糖尿病、貧困な環境によるものなどがあげられる。水虫、爪白癬、感染したタオルや衣類の使用、などから鼠径部に広がることがある。診断は、顕微鏡検査または皮膚の掻爬物の培養によって確認される。同様の症状には、カンジタ性間擦症、紅班、逆乾癬、脂漏性湿疹、などがあげられる。いんきんたむしは白癬の一種である。
治療には、一般的に抗真菌クリームが用いられ、特に症状が発症してからすぐに使用した場合は効果的である。さらに深刻な症状に使用される抗真菌薬には、テルビナフィンなどが経口投与される。ステロイドクリームは症状の改善を早める可能性がある。再発の予防には、他の真菌感染症の治療、高湿を避け鼠径部を乾燥した状態にする、きつい服装を避ける、肥満の場合は体重を減らすこと、などがあげられる。
いんきんたむしは一般的にみられる疾患である。女性より男性に多くみられ、高温多湿の気候により一般的に発生する。子供の罹患はまれである。たむしは、西暦30年にアウルス・コルネリウス・ケルススによって初めて説明された。